# موش دوپای ایرانی
موش دو پای ایرانی (نام علمی: Allactaga firouzi) نام یک گونه از تیره موش‌های دوپا است.